# Heinrich von Bellegarde
Heinrich Joseph Johannes von Bellegarde (ur. 29 sierpnia 1756 w Dreźnie, zm. 22 lipca 1845 w Wiedniu) – feldmarszałek i polityk austriacki, uczestnik wojen z rewolucyjną Francją i Napoleonem, wojskowy gubernator generalny Galicji i Królestwa Lombardzko-Weneckiego.

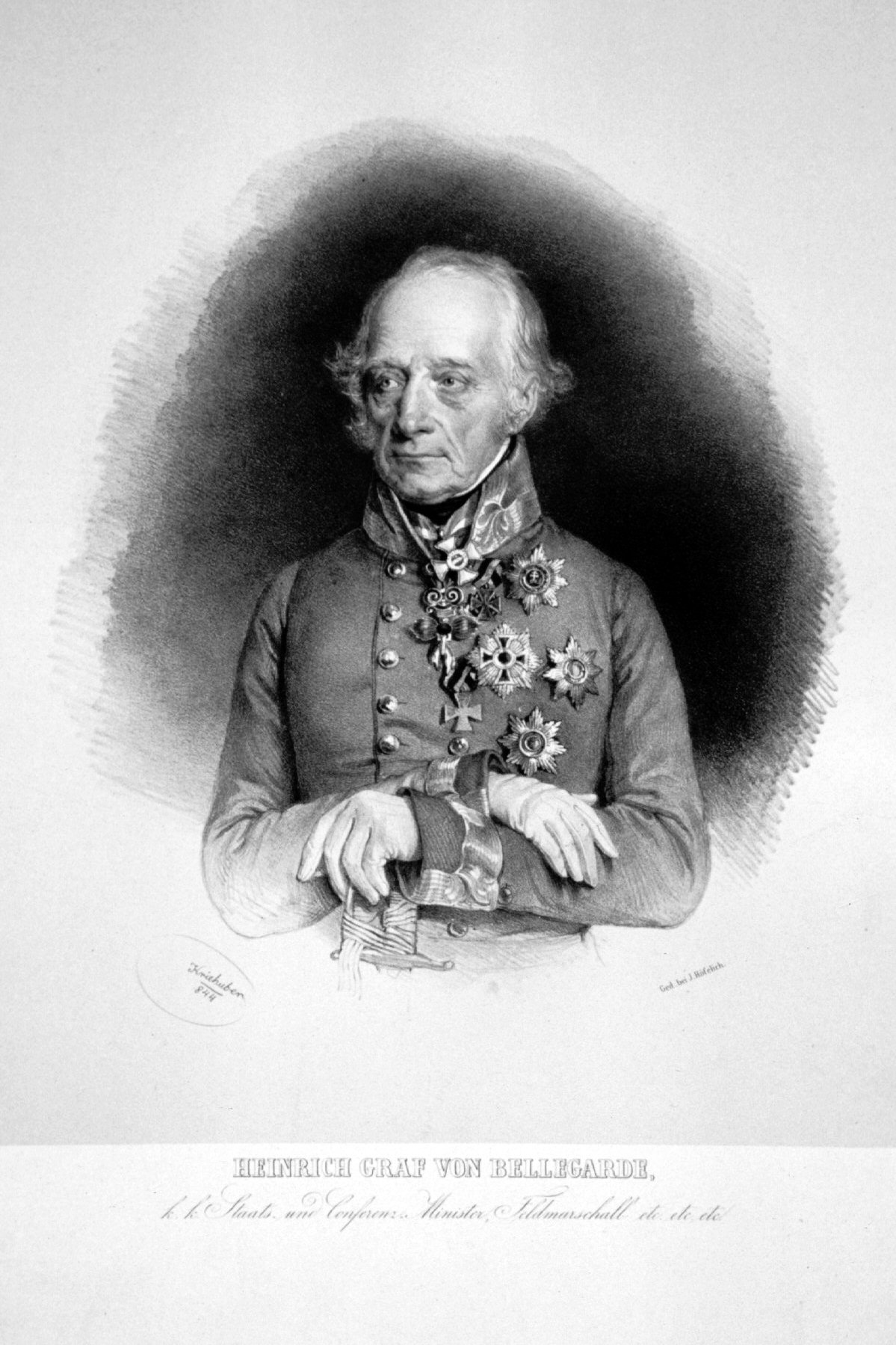
Heinrich von Bellegarde, litografia Josefa Kriehubera (1844)

## Życie
Wzorem ojca wybrał karierę wojskową i wstąpił do armii saksońskiej, gdzie był początkowo chorążym w Pułku Piechoty Bork. W 1771 przeniósł się do armii Habsburgów, gdzie odznaczył się jako dowódca pułku dragonów Zweibrück w wojnie o sukcesję bawarską. Od 1781 był majorem w pułku dragonów sabaudzkich zaś w 1785 jako pułkownik został dowódcą pułku dragonów Berlichingen. Uczestniczył w wojnach z Turkami na terenie Serbii i Banatu, m.in. odznaczył się w bitwie pod Batajnicą koło Belgradu (9 września 1788).
Następnie uczestniczył w wojnach z rewolucyjną Francją. W 1792 mianowany generałem-majorem uczestniczył w latach 1793-1794 w kampaniach niderlandzkich. Po uzyskaniu awansu do stopnia feldmarszałka-porucznika służył w sztabie arcyksięcia Karola podczas walk w Niemczech. Uczestniczył w delegacji austriackiej w kongresie w Rastatt (1797). W kampanii W 1799 roku dowodził korpusem we wschodniej Szwajcarii, współdziałając z armią arcyksięcia Karola i rosyjskim korpusem feldmarszałka Aleksandra Suworowa, z którym ostatecznie połączył się w północnych Włoszech. W tym czasie m.in. prowadził oblężenie cytadeli w Alessandrii i brał udział w decydującej bitwie pod Novi (15 sierpnia 1799). Po klęsce Austrii w bitwie pod Marengo został mianowany przez cesarza Franciszka II dowódcą armii we Włoszech (5 wrzesień 1800 – grudzień 1805) w randze generała kawalerii. Jednak już po pół roku uporczywych walk jego armia została pokonana w dwudniowej bitwie pod Pozzolo (24-25 grudnia 1800 r.). Od 1790 szambelan dworu cesarskiego Habsburgów.

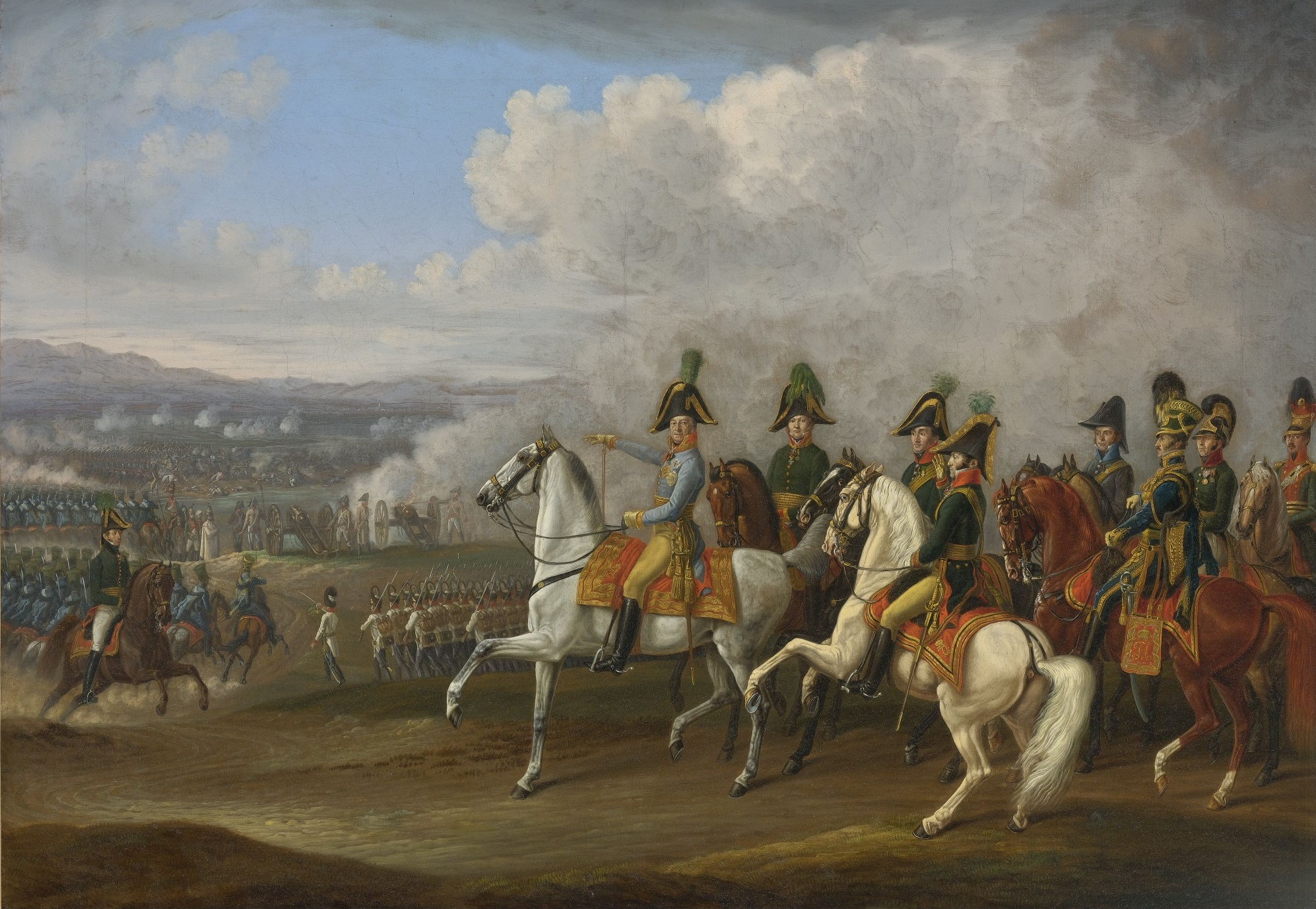
Generał Henrich von Bellegarde i jego oficerowie przed bitwą- obraz Albrechta Adama (1815)

Potem uczestniczył w wojnach z Napoleonem jako dowódca armii we Włoszech a od 1805 tymczasowego przewodniczącego rady wojennej. Od 3 grudnia 1806 tajny radca. Podczas wojny V koalicji dowodził z powodzeniem I Korpusem Armijnym m.in. w bitwach pod Aspern-Essling i Wagram (6 lipca 1809) oraz w bitwie pod Znojnem (10-11 lipca 1809). W 1809 mianowany feldmarszałkiem. Od 9 września 1809 do lutego 1813 był generalnym gubernatorem wojskowym Galicji. Jako przewodniczący Nadwornej Rady Wojennej (9 kwietnia 1810 – listopad 1813), uczestniczył w reorganizacji armii austriackiej.
W latach 1813–1815 dowodził wojskami austriackimi we Włoszech, odnosząc sukcesy w walkach z Francuzami i Włochami. Ostatecznie ugruntował przewagę Austrii we Włoszech likwidując w 1815 ostatnią próbę odzyskania Królestwa Neapolu przez Joachima Murata. Potem w latach 1815-1816 Był namiestnikiem nowo powstałego Królestwa Lombardzko-Weneckiego (3 kwietnia 1815 – 6.marca 1816). W 1816 odbył prywatną podróż do Paryża. Po powrocie do Wiednia był opiekunem następcy tronu Ferdynanda (1818-1819). Potem ponownie został mianowany przewodniczącym Nadwornej Rady Wojennej (24 lipca 1820 – 16 października 1825) a jednocześnie zastąpił księcia Schwarzenberga na stanowisku ministra odpowiedzialnego za dokonanie zakupu uzbrojenia. W końcu w 1825 r. osłabnięcie wzroku zmusiło go do złożenia dymisji.

## Odznaczenia
Odznaczenia von Bellegarde'a to między innymi:
- Order Złotego Runa
- Order Świętego Stefana
- Krzyż Wielki Orderu Leopolda
- Order Korony Żelaznej I klasy
- Komandor Orderu Wojskowego Marii Teresy
- Kawaler Orderu Wojskowego Marii Teresy
- Złoty Cywilny Krzyż Honorowy
- Order Świętego Andrzeja (Imperium Rosyjskie)
- Order Świętego Aleksandra Newskiego (Imperium Rosyjskie)
- Order Świętej Anny I klasy (Imperium Rosyjskie)
- Cesarski i Królewski Order Orła Białego (Imperium Rosyjskie)
- Order Annuncjaty (Sardynia)
- Order Świętego Huberta (Bawaria)
- Krzyż Wielki Orderu Maksymiliana Józefa (Bawaria)
- Krzyż Wielki Orderu Świętego Ferdynanda i Zasługi (Sycylia)
- Wielka Wstęga Świętego Konstantyńskiego Orderu Wojskowego Świętego Jerzego (Parma)

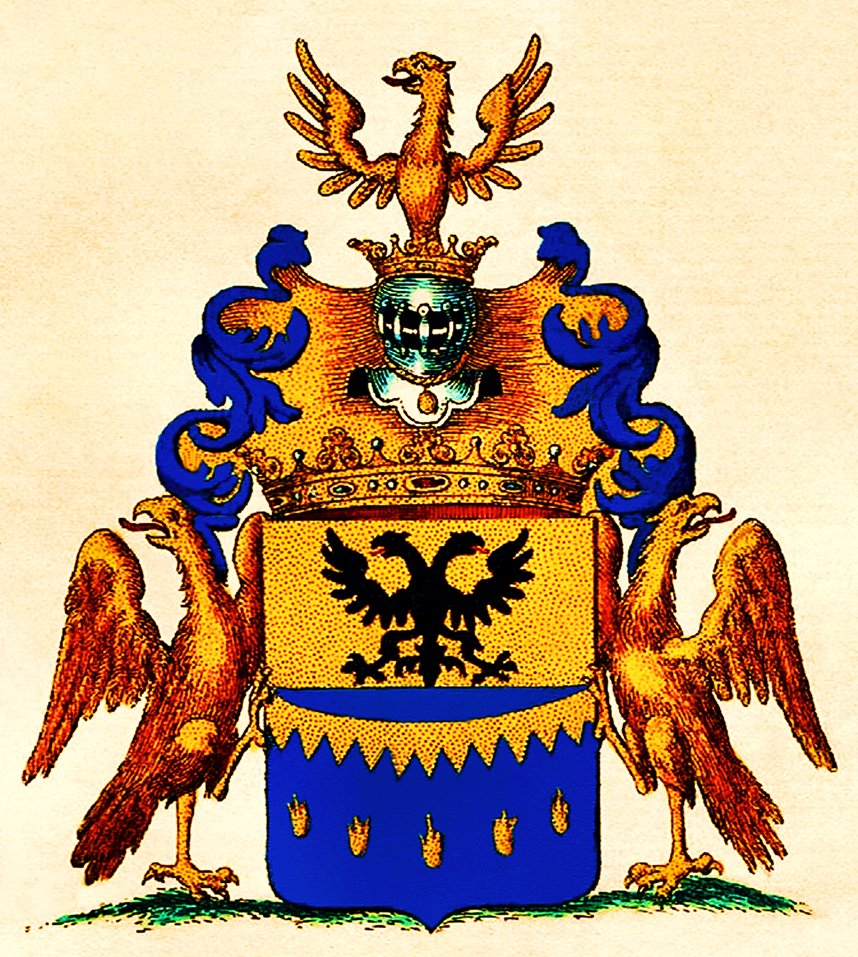
Herb hrabiów von Bellegarde (1741)

## Rodzina
Pochodził ze szlacheckiej rodziny sabaudzkiej - Savoairdów, jego ojcem był saksoński generał i minister wojny Johann Franz von Bellegarde (od 1741 r. hrabia), matką grafini Maria Antonia von Hartig. Na początku 1791 roku ożenił się w Wiedniu z baronową Augustą von Berlichingen, wdową po baronie Friedrichu Augustie von Berlichingen. Mieli dwóch synów, austriackich generałów: Augusta (1795–1873) i Heinricha (1798–1871).